# Кейс (фільм)
«Кейс» (англ. Silver Case) — фільм 2011 року.

## Сюжет
Впливовий продюсер, відомий як «Сенатор», виношує план підірвати майбутній успіх його тіньового конкурента «Майстра» великою кількістю способів. Його змова починається з простої доставки срібного кейса. Але кейс пропадає безвісти, що створює ланцюг подій, які абсолютно не вписуються в початковий план. «Сенатор» збирає команду, щоб визначити місцезнаходження кейса, але не бере в розрахунок завзятість двох головорізів, які тепер хочуть отримати таємничий приз.

## У ролях
| Актор            | Роль        |
| ---------------- | ----------- |
| Ерік Робертс     | Сенатор     |
| Шалім Ортіс      | Туко        |
| Сеймур Кассель   | Дилер       |
| Брайан Кіт Гембл | Барабба     |
| Кріс Фейсі       | Цезар       |
| Клер Фалконер    | Марго       |
| Бред Лайт        | Майстер     |
| Стенлі Герман    | Авраам      |
| Келвін Хань Йі   | бізнесмен 1 |
| Арт Хсю          | бізнесмен 2 |